# Lewiston (Nova York)
Lewiston és una població dels Estats Units a l'estat de Nova York. Segons el cens del 2000 tenia 16.257 habitants.

## Demografia
Segons el cens del 2000, Lewiston tenia 2.781 habitants, 1.268 habitatges, i 735 famílies. La densitat de població era de 1.003,5 habitants/km².
Dels 1.268 habitatges en un 21,1% hi vivien nens de menys de 18 anys, en un 45,9% hi vivien parelles casades, en un 0% dones solteres, i en un 42% no eren unitats familiars. En el 37,5% dels habitatges hi vivien persones soles el 18,5% de les quals corresponia a persones de 65 anys o més que vivien soles. El nombre mitjà de persones vivint en cada habitatge era de 2,11 i el nombre mitjà de persones que vivien en cada família era de 2,79.
Cap de les famílies estaven per davall del llindar de pobresa.